# フンボルト賞
フンボルト賞（フンボルトしょう、独：Humboldt-Forschungspreis）は、ドイツ政府が全額出資する国際的学術活動の支援機関であり、「ドイツのノーベル財団」とも称されるアレクサンダー・フォン・フンボルト財団が創設した学術賞。

## 概要
アレクサンダー・フォン・フンボルト財団が創設した学術賞で、各分野において毎年100人以内が選出される。基本的な発見もしくは新しい理論によって後世に残る重要な業績を挙げ、今後も学問の最先端で活躍すると期待される国際的に著名な研究者に対して授与される。ドイツの栄誉ある賞のひとつである。

## 主な受賞者
受賞者全体のリストは非公表。ウィキペディア日本語版に記事の作成がない研究者も多数受賞しており、特にインターネット普及以前の受賞者など、全容は不明。受賞者の多くは同財団のフェローとなっているため、

### 化学
- パウル・クルッツェン
- ロバート・カール
- ジョン・フェン
- ウォルター・ギルバート
- ロバート・グラブス
- ジャン＝マリー・レーン
- ルドルフ・マーカス
- ジョン・ポープル
- リチャード・シュロック
- アハメッド・ズウェイル
- 鄧青雲
- 小林四郎
- 関口章
- 中村栄一
- 山本尚
- 北川進
- 相田卓三
- 谷村吉隆[3]
- 澤本光男
- 丸岡啓二[4]
- 村上正浩
- 片岡一則
- 檜山爲次郎
- 三浦雅博
- 茶谷直人
- 山口茂弘[5]
- 真島和志
- 小林修[6]
- 秋山隆彦
- 大越慎一[7]
- 藤井正明[8]
- 中嶋敦[9]
- 岩本武明[10]
- 林高史[11]
- 山下誠
- 林雄二郎[12]
- 前田理

### 物理学
- ジュリアン・シュウィンガー
- ニコラス・ブルームバーゲン
- スブラマニアン・チャンドラセカール
- スティーブン・チュー
- ハンス・デーメルト
- ピエール＝ジル・ド・ジェンヌ
- ロイ・グラウバー
- ジョン・ホール
- テオドール・ヘンシュ
- ロバート・ホフスタッター
- ハーバート・クレーマー
- アーサー・ショーロー
- クリフォード・シャル
- セルジュ・アロシュ
- カート・ミッチェル
- ブルーノ・ズミノ
- フェデリコ・カパッソ
- アレクセイ・エキモフ
- ステュアート・パーキン
- Kim Jihn-eui
- 川崎恭治
- 小柴昌俊[6]
- 柳田勉
- 吉田潤一
- 入舩徹男
- 佐々木節
- 大栗博司
- 大森賢治
- 十倉好紀[13]
- 大塚孝治[14]
- 鹿野田一司

### 工学
- マニンドラ・アグラワル
- 乾晴行[15]

### 経済学
- ジェラール・ドブルー
- ハル・ヴァリアン

### 言語学
- ポール・キパルスキー

### 数学
- ロバート・ラングランズ
- ブノワ・マンデルブロ
- グレゴリー・マルグリス
- カーティス・マクマレン
- ジョン・ウィラード・ミルナー
- シン＝トゥン・ヤウ
- 陳省身
- メソード・エフェンディエフ
- シャイル・シール
- ハラルド・ヘルフゴット
- 荒木不二洋
- 小林俊行
- 斎藤秀司
- トーマス・ガイサ
- 熊谷隆
- 河原林健一

### 医学
- フリッツ・アルベルト・リップマン
- スタンリー・B・プルシナー

### 生物学
- ギュンター・ブローベル

### 哲学
- ジョン・ペリー

### 人文科学
- カルロ・ギンズブルグ
- クラウディオ・マグリス
- 有馬朗人[6]
- 山内惟介
- 佐々木丞平